# Władysław Filek
Władysław Filek – polski inżynier, profesor nauk rolniczych.

## Życiorys
W 1964 ukończył studia rolnicze na Uniwersytecie Rolniczym im. Hugona Kołłątaja w Krakowie, w 1972 obronił pracę doktorską, w 1990 habilitował się na podstawie pracy zatytułowanej Udział niektórych ekologiczno-fizjologicznych czynników w kształtowaniu produktywności bobiku /Vicia faba L.minor/. W 1998 uzyskał tytuł profesora nauk rolniczych.
Pracował na Uniwersytecie Rolniczym im. Hugona Kołłątaja w Krakowie i w Instytucie Fizjologii Roślin im. Franciszka Górskiego PAN.

## Odznaczenia
- Srebrny Krzyż Zasługi (1999)[3]